# Józefa Kleczeńska
Józefa Kleczeńska (ur. przed 1863, zm. po 1887) – drzeworytniczka warszawska, uczennica Jana Styfiego – jednego z najwybitniejszych polskich ksylografów.

## Życiorys
Czynna w latach ok. 1868-1887; od 1863 roku uczyła się drzeworytnictwa w pracowni Jana Styfiego. Współpracowała głównie z „Tygodnikiem Ilustrowanym” (1879-1884) oraz „Tygodnikiem Powszechnym”. Wraz z Ludwiką Jeleńską założyła pracownię drzeworytniczą, w której pracowały i kształciły się kobiety. W 1877 roku prace drzeworytnicze Kleczeńskiej zostały wyróżnione nagrodą na Wystawie Pracy Kobiet w Muzeum Przemysłowo-Rolniczym w Warszawie.

## Twórczość drzeworytnicza
Początkowo odtwarzała w drzeworycie wyłącznie pejzaże oraz architekturę: Kościół w Kunowie, Okolice Żytomierza, Widok Zasławia, Kościół farny w Nieszawie, Skała Kmity, w okolicach Ojcowa; wg rysunków Bronisława Podbielskiego: Beresteczko, Kościół farny w Górze, na Śląsku pruskim, Kościół św. Aleksandra w Dąbrowie Górniczej; wg rysunków Feliksa Brzozowskiego: Zwaliska zamku w Rabsztynie, Grota Łokietka w Ojcowie, oraz wg Andriollego: Widok od Słupi Nowej. W 1884 roku wykonała dla „Tygodnika Ilustrowanego” drzeworyt Śpioszek, wg obrazu Emilii Dukszyńskiej-Dukszty, od którego rozpoczęła opracowywanie trudniejszych tematów.

## Galeria

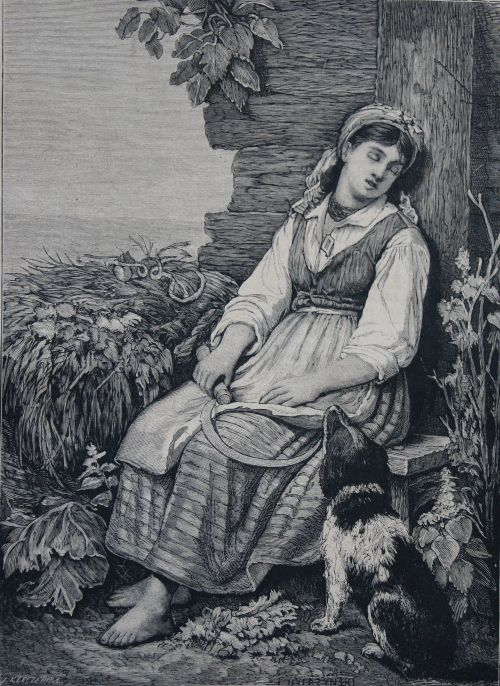
Śpioszek, drzeworyt wg obrazu Emilii Dukszyńskiej-Dukszty, 1884
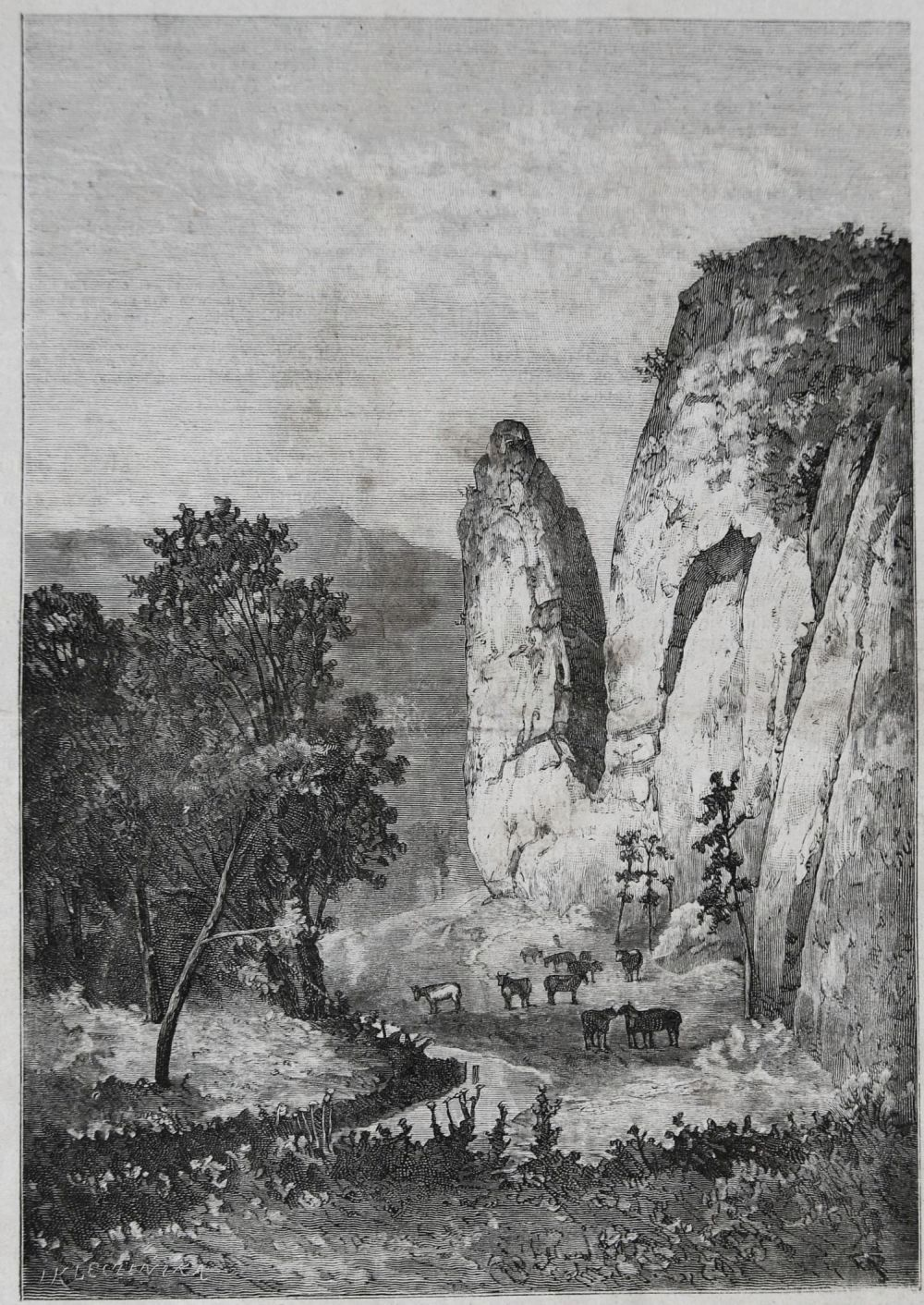
Skała Kmity w okolicach Ojcowa, drzeworyt wg obrazu Władysława Maleckiego, 1882
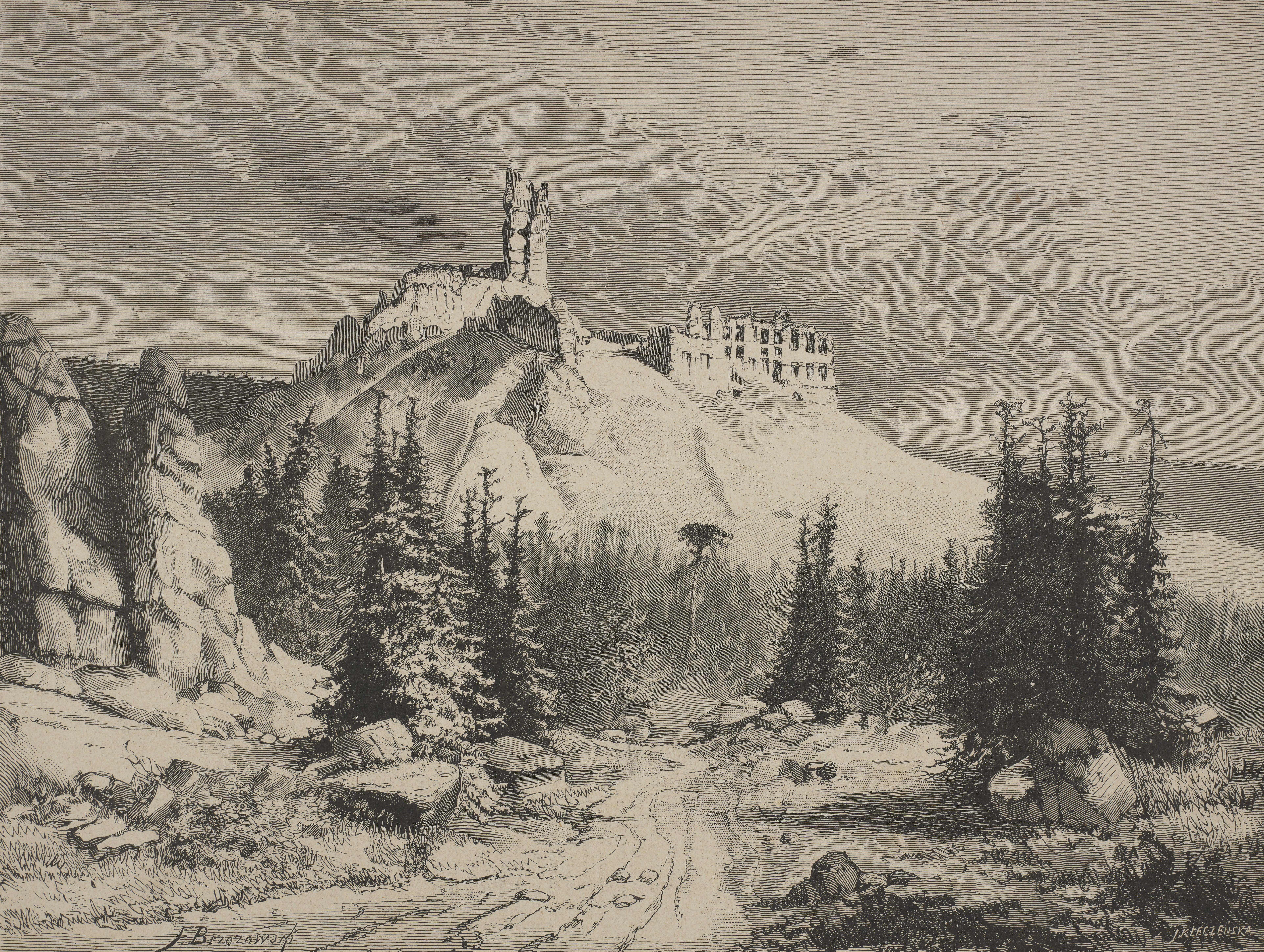
Zwaliska zamku w Rabsztynie, drzeworyt wg rysunku Feliksa Brzozowskiego, 1879
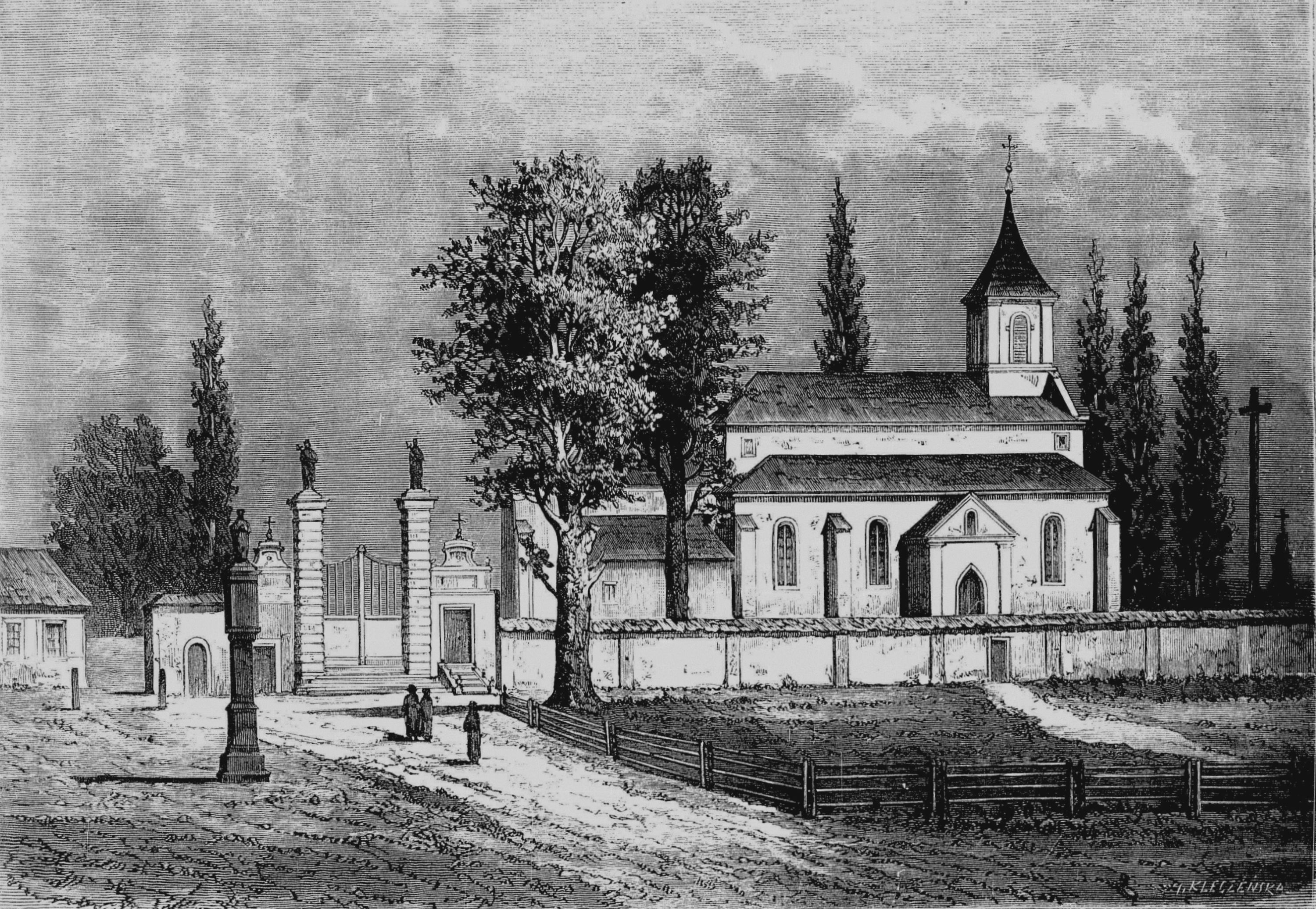
Kościół w Kunowie, drzeworyt, 1882
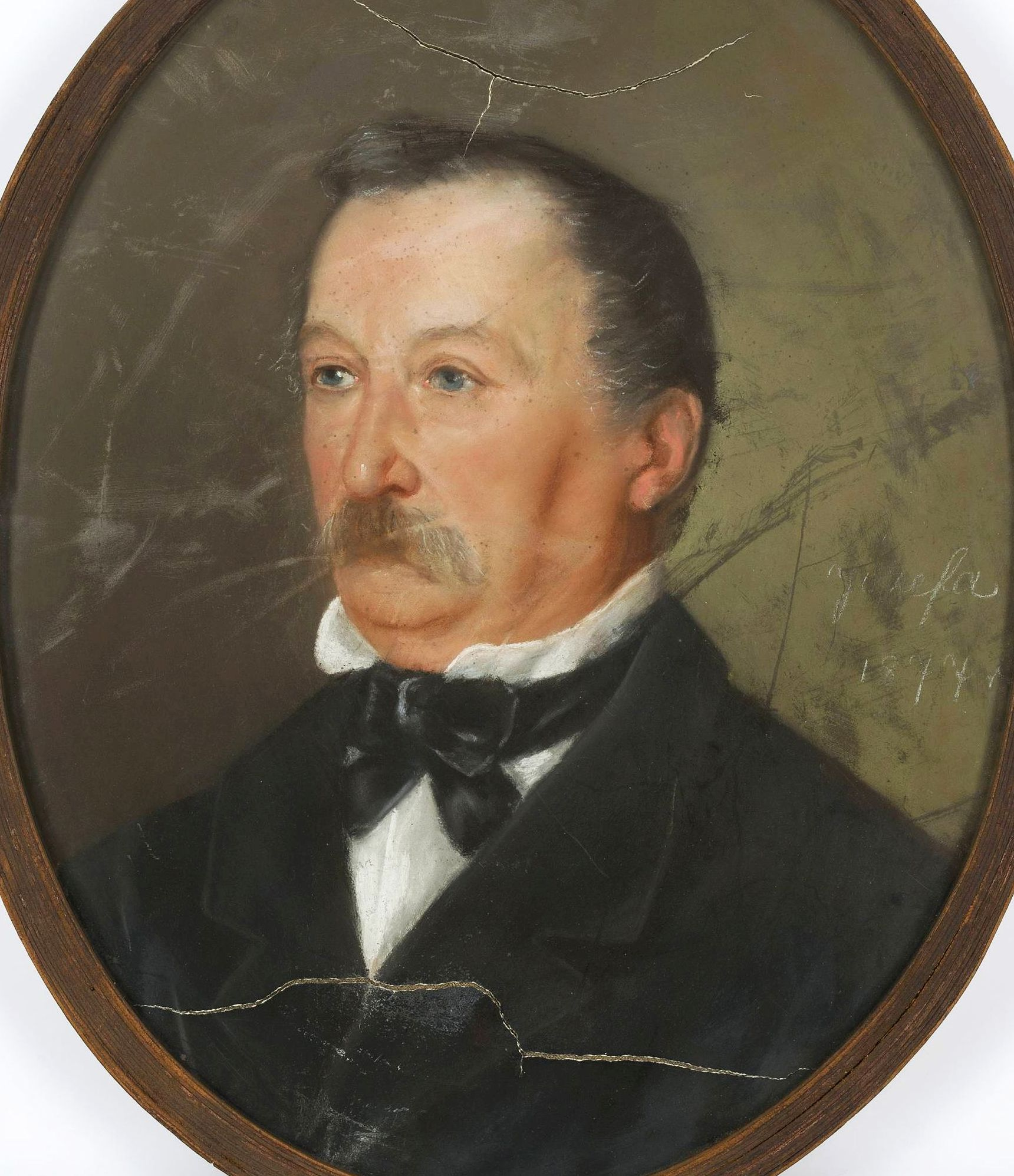
Portret mężczyzny z wąsami, pastel, papier na płótnie, 1877